# Jure Matjašič
 Jure Matjašič (sinh 31 tháng 5 năm 1992) là một tiền vệ bóng đá Slovenia thi đấu cho Aluminij.